# Катлянка
Катлянка — річка в Мядельському районі Мінської області, права притока річки Сервач. Довжина 9 км. Починається за 2,5 км на північний схід від села Княгинин, впадає в Сервач в південній частині селища Кривичі. На всьому протязі каналізована.